# Vesna Girardi-Jurkić
Vesna Girardi-Jurkić (Zagreb, Yugoslavia, 15 de enero de 1944 - Pula, Croacia, 25 de agosto de 2012) fue una arqueóloga y museóloga croata. Ejerció de Ministra Croata de Educación, Cultura y Deporte en el período comprendido entre abril de 1992 y octubre de 1994 en los gabinetes de los Primeros Ministros Franjo Gregurić, Hrvoje Šarinić y Nikica Valentić.
Nacido en Zagreb en 1944, su familia se trasladó a Pula en 1947, donde terminó la escuela secundaria. Girardi Jurkic se graduó de la Facultad de Humanidades y Ciencias Sociales de la Universidad de Zagreb en 1968, con especialización en arqueología e inglés. Entre 1969 y 1991 ocupó diversos cargos en el Museo Arqueológico de Istria en Pula. En 1992 fue nombrada Ministra de Educación, Cultura y Deporte, y ocupó el cargo hasta 1994, cuando fue nombrada Delegada Permanente de Croacia ante la Unesco.
En 2001 regresó brevemente al Museo Arqueológico de Istria antes de pasar a dirigir el Centro de Investigación Internacional de Arqueología Brijuni Medulin. Su interés principal es el estudio de los sitios arqueológicos de la antigüedad clásica en Istria. Es autora de varios libros sobre el tema.